# Ленінське абатство
Ленінське абатство (нім. Kloster Lehnin) — колишній цистерціанський монастир у містечку Ленін (Бранденбург), Німеччина.
З 1911 року в абатстві розміщується протестантська жіноча релігійна спільнота.

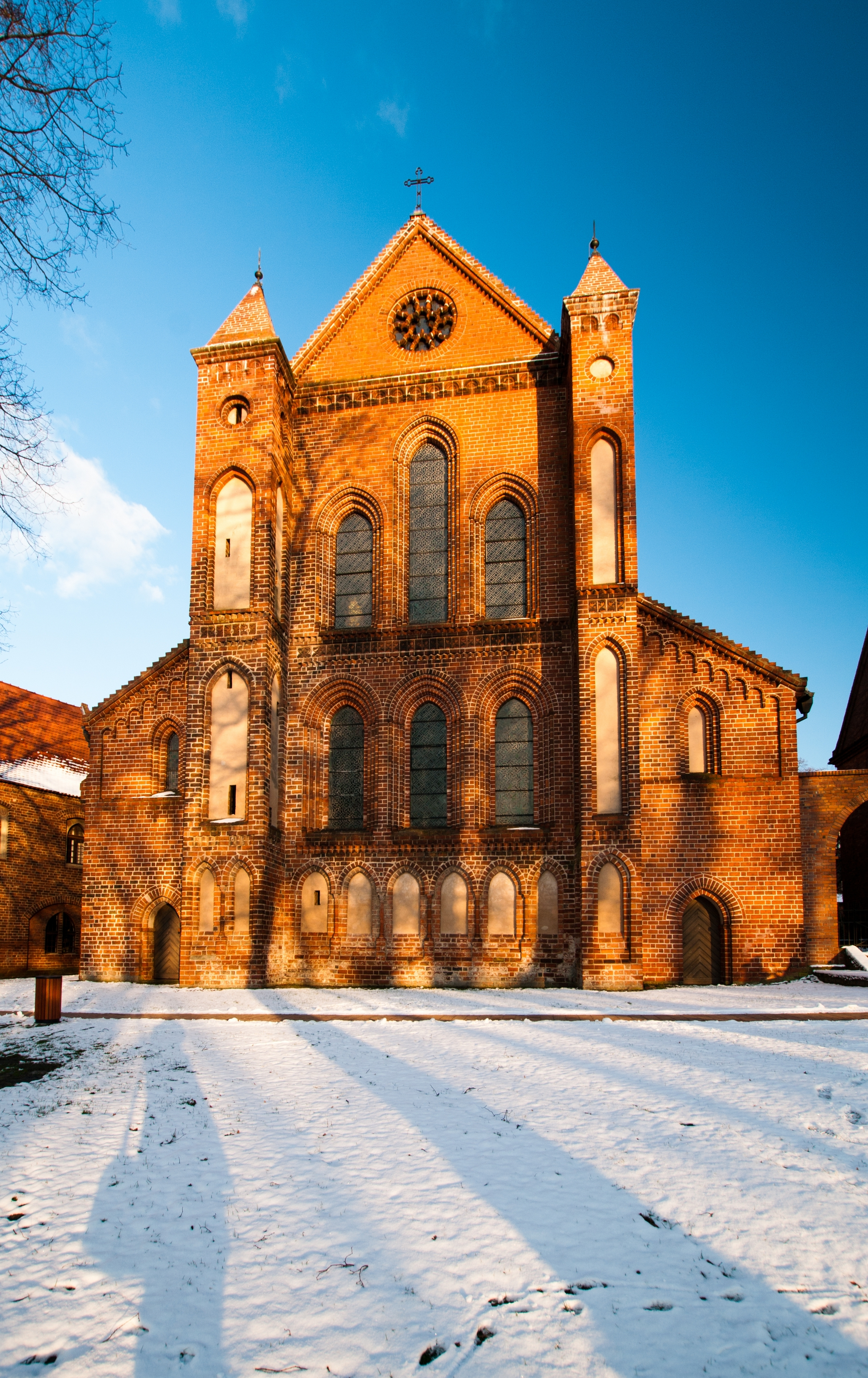
Західний фасад церкви абатства

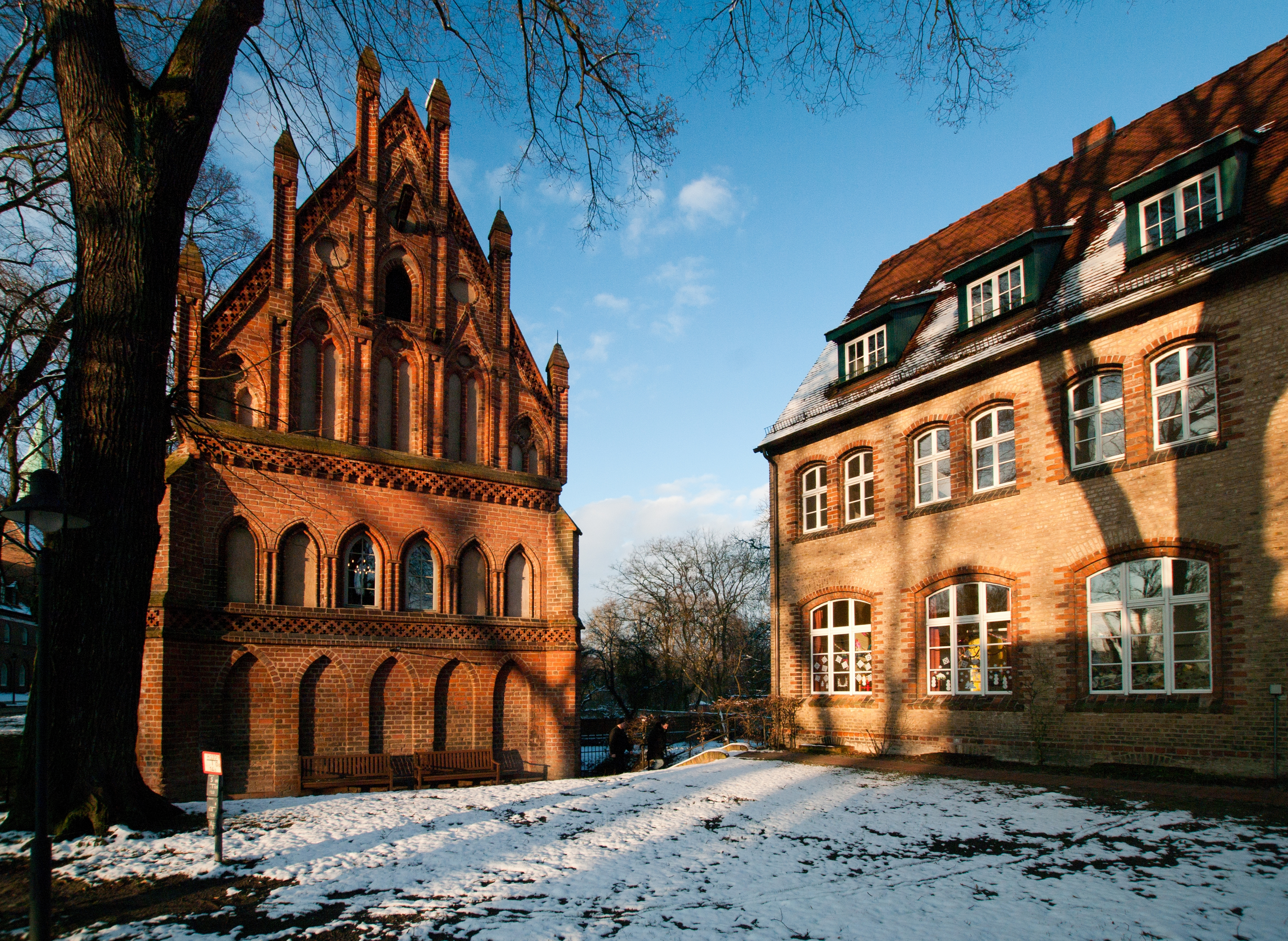
Королівський будинок

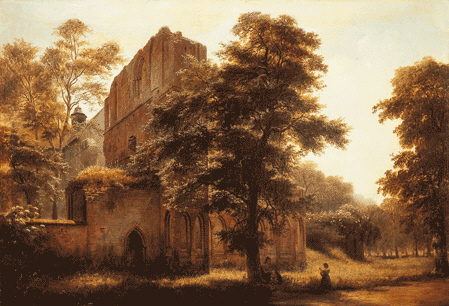
Руїни Ленінського абатства, Едуард Гертнер, 1858 р.

## Історія
Абатство було засновано в 1180 році за підтримки другого маркграфа Бранденбурзького Отто І, який в ньому похований. Як перше абатство землі, воно мало суттєвий вплив на становлення і розвиток Бранденбурзького маркграфства, було місцем поховання Асканіїв, а пізніше і Гогенцоллернів.
Монастир був заснований як дочірній монастир Моримону, одного з чотирьох основних цистерціанських абатств, в свою чергу утвореного від монастиря-родоначальника цістерціанського ордену Сіто у Франції. Перші дванадцять монахів на чолі з абатом Зібольдом прибули в Ленін на запрошення Оттона I в 1183 році з монастиря Зіттіхенбах поблизу Айслебена в Гарцфорланді, заснованого в 1150-х батьком Оттона Альбрехтом Ведмедем.
В свою чергу абатство заснувало три «дочірні»:
- абатство «Парадіз» (1236 р.), на території сьогоднішнього Любуського воєводства в західній Польщі;
- абатство Маріензее (1258 р.), що невдовзі було перенесено та перетворено у Коринське абатство (1273 р.) неподалік від сучасного міста Еберсвальде;
- та абатство «Небесні ворота» (1299 р.) у сучасному містечку Фюрстенберг у районі Верхній Гафель.

Будучи «королівським» абатством, Ленін користувався прихильністю Асканіїв, які дарували йому нові землі та володіння.
На початку ХІІІ сторіччя орден скасував положення свого статуту, що забороняли отримувати дохід від населення (збирати десятину та плату за користування землею і послугами). Монастир володів третиною території Цаухе, де він був розташований; в 1219 році йому належало селище Штангенхаген в 40 км від абатства, що розташована вже за межами маркграфства. До 1250 року монахами була побудована сільська церква в 30 км від абатства в Гребене, а 1317 році придбано місто Вердер-на-Хафелі. Крім того, монастирю належали південний Целендорф (сьогодні район Берліна), декілька сіл у Барнімі на північ від Берліна, а саме сучасне селище Клостер-Ленін утворилось в 1415 році, коли монахи заснували ринок біля стін абатства.
Слідуючи настановам свого ордену, абатство поступово перетворювало навколишню болотяну місцевість — будували водяні млини, займались виноградарством, рослинництвом та тваринництвом, та торгували продукцією (зерном, м'ясом та рибою, молочними продуктами, медом, воском, вином та шкірою) в Берлині, Бранденбурзі-на-Хафелі та інших містах. Збереглася грамота від 20 серпня 1469 року про поставки зерна до Гамбургу.
В XV–XVI сторіччі монастир навіть надавав кредити містам Ерфурт та Люнебург. Наприклад, 1443 року Люнебург отримав кредит у сумі 550 гульденів під 6 % річних, які в 1472 році були знижені до 4 %.
Під час Реформації абатство у 1542 році було розформовано. На той час абатству належали 4 500 га землі, 54 озера, 9 млинів, 39 сіл та місто Вердер. Курфюрст Йохим II використовував колишній монастир як мисливський табір, а наприкінці XVI сторіччя Гогенцоллерни побудували тут будинок для гостей, що брали участь у полюванні.
Під час Тридцятилтньої війни монастир декілька разів грабували та підпалювали.
В XVII сторіччі монастир пережив період відновлення, коли були відбудовані західне крило та флігель, і він стан улюбленою літньою резиденцією першої жінки Фрідріха Вільгельма I Луїзи Генріетти Оранскої. В 1685 році Фрідріх Вільгельм видав Потсдамський едикт, яким запросив французьких гугенотів на знелюднілі після Тридцятирічної землі та епідемії чуми землі і надав їм значні пільги. Гугеноти з'явились і в абатстві; у монастирському храмі навіть була зведена стіна, що відділяла кальвіністів від лютеран.
Після появи нового водного шляху на Хафель — Емстерканала, у селищі Клостер-Ленін відбувся новий розквіт цегляного виробництва та навіть з'явився пірс для вантажних човнів. Однак монастир залишався покинутим. В період між 1770 та 1820 роками його споруди були навіть частково розібрані на цеглу. Східна частина монастирського храму в романському стилі, яка збереглася, продовжувала використовуватись як приходська церква.
В 1811 році Прусія передала Ленін у приватну власність. Новий розквіт монастиря почався в середині XIX сторіччя, з початком епохи романтизму та зростання національної свідомості. На руїни монастиря звернули увагу прусська королівська родина та освічена спільнота. Власник Леніна Роберт фон Лебель (1815—1905), який жив на території монастиря в 1846—1870 роках, скористався зв'язками з кронпринцем Фрідріхом Вільгельмом для пошуку коштів на збереження пам'ятки культури. Реставрація церкви почалась в 1871 році за наказом «романтика на троні» короля Фрідріха-Вільгельма IV і завершилась в 1877 році.
З 1911 року монастир знову перейшов в церковну власність, з того часу в абатстві розміщується протестантська релігійна спільнота, відома як «Притулок Луїзи-Генрієти» (нім. Luise-Henrietten-Stift), у тому числі притулок для літніх людей.

## Будівлі
Ленінське абатство має велике значення як зразок архітектури цегляної готики та є одним з найвпливовіших зразків німецької цегляної готики в країні.

План монастиря
1744 та 2009

Щодо ранньої історії будівництва монастиря практично не існує надійних джерел, а нечисленні знахідки розкопок при реконструкції в ХІХ сторіччі не дають достовірної інформації. Фактичним початком будівництва абатства вважаються тимчасові бараки перших ченців з 1183 року та тимчасова каплиця, яка була побудована до того і прибулим та найнятим будівельникам. Близько п'яти років після заснування монастиря, тобто на 1185 рік почалося будівництво церкви і центральної території монастиря, які за традиційними уявленнями були завершені 1260 року. Останні дослідження навіть припускають, що перші будівлі були завершені вже в 1235 році, а в 1260 році були завершений перший цикл будівництва.
З певним ступенем впевненості в 1270 році були завершені «старий» будинок абата з будинком-воротами, який примикав до нього, на західному вході. В XIV сторіччі територія монастиря була розширена шпиталем (пізніше — королівський будинок), зерносховище та мур монастиря з вежею в південно-західному напрямку. Будинок фальконерів був побудований наприкінці XVсторіччя.
Будівництво починалось у пізньороманському стилі. Незважаючи на поширення готики в Європі, її застосування у Ленінському абатстві переймалось неохоче та з запізненням через стриманість настанов ордена.
У монастирському храмі східна частина разом з хорами та продольним нефом поєднується з раньоготичною західною частиною.
В 1870-ті роки руїни абатства були надзвичайно якісно відреставровані. Після цієї реконструкції зруйнованого монастиря, наступне відновлення та реконструкція різних історичних будівель почалося після возз'єднання Німеччини аж у 2004 році. Цей ремонт був проведений в значній мірі з фінансових субсидій землі Бранденбург; частково нагляд за реконструкцією, як наприклад в 2004 році старого будинку управителя, під наглядом Бранденбурзької служби охорони пам'яток.

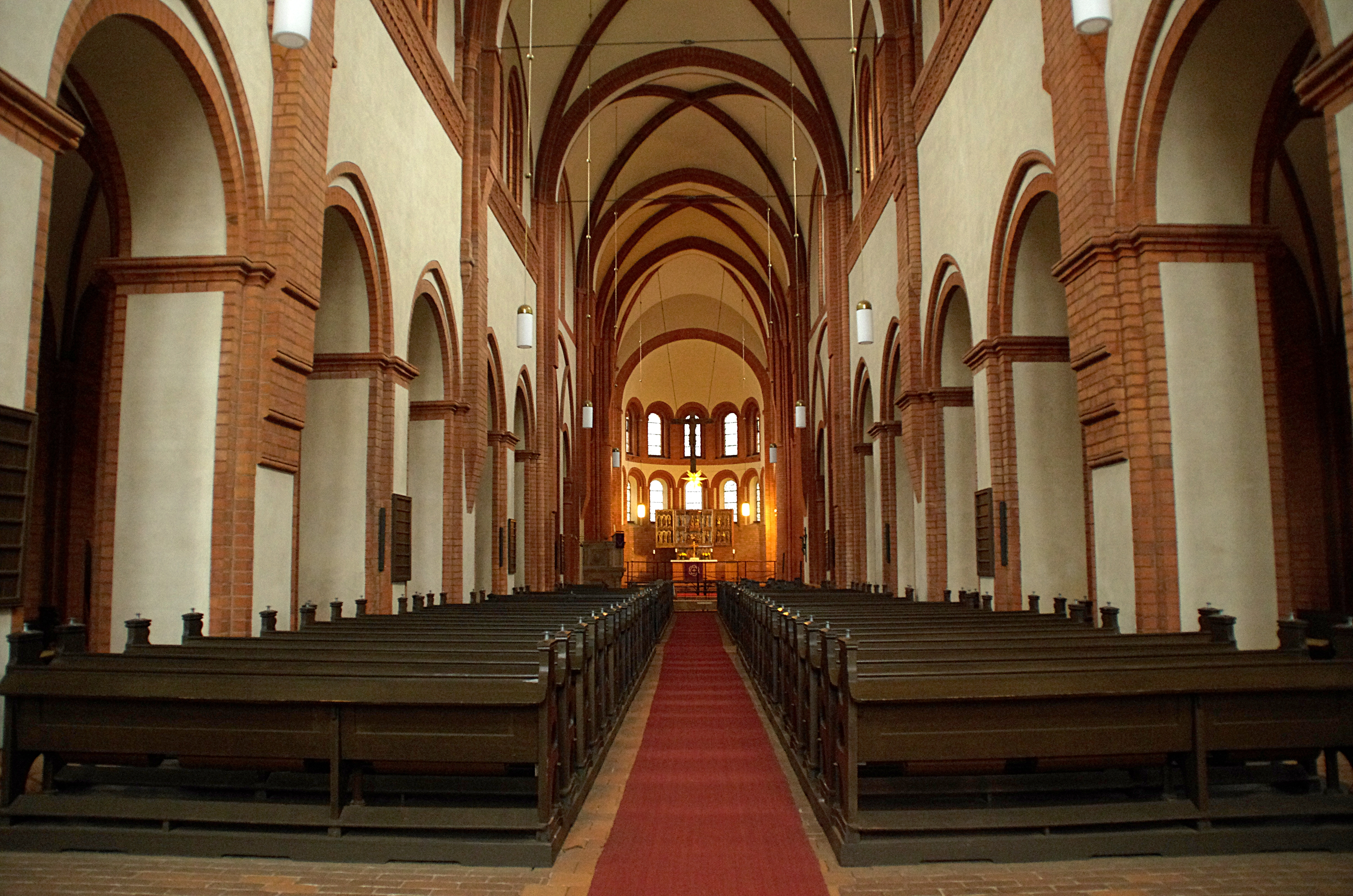
Продольний неф церкви
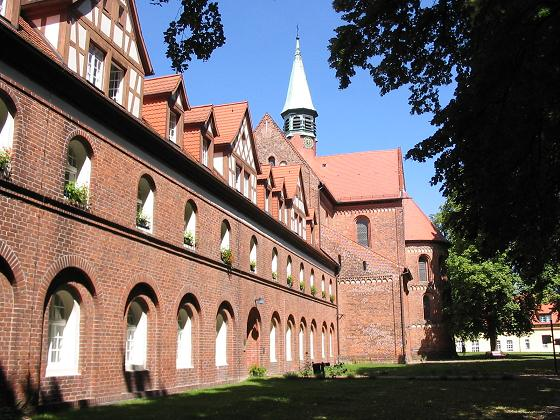
Будинок Сесилі
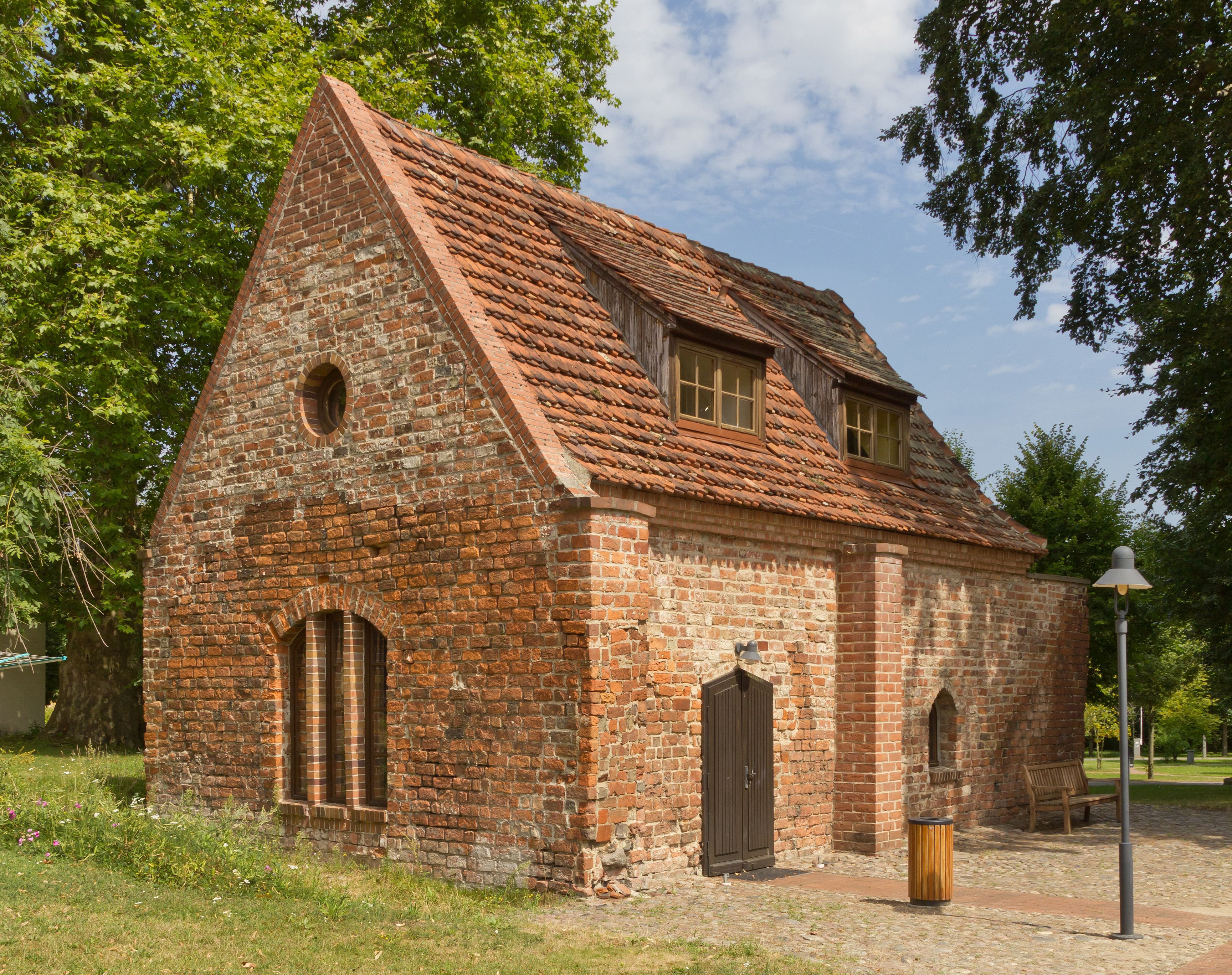
Каплиця над воротами
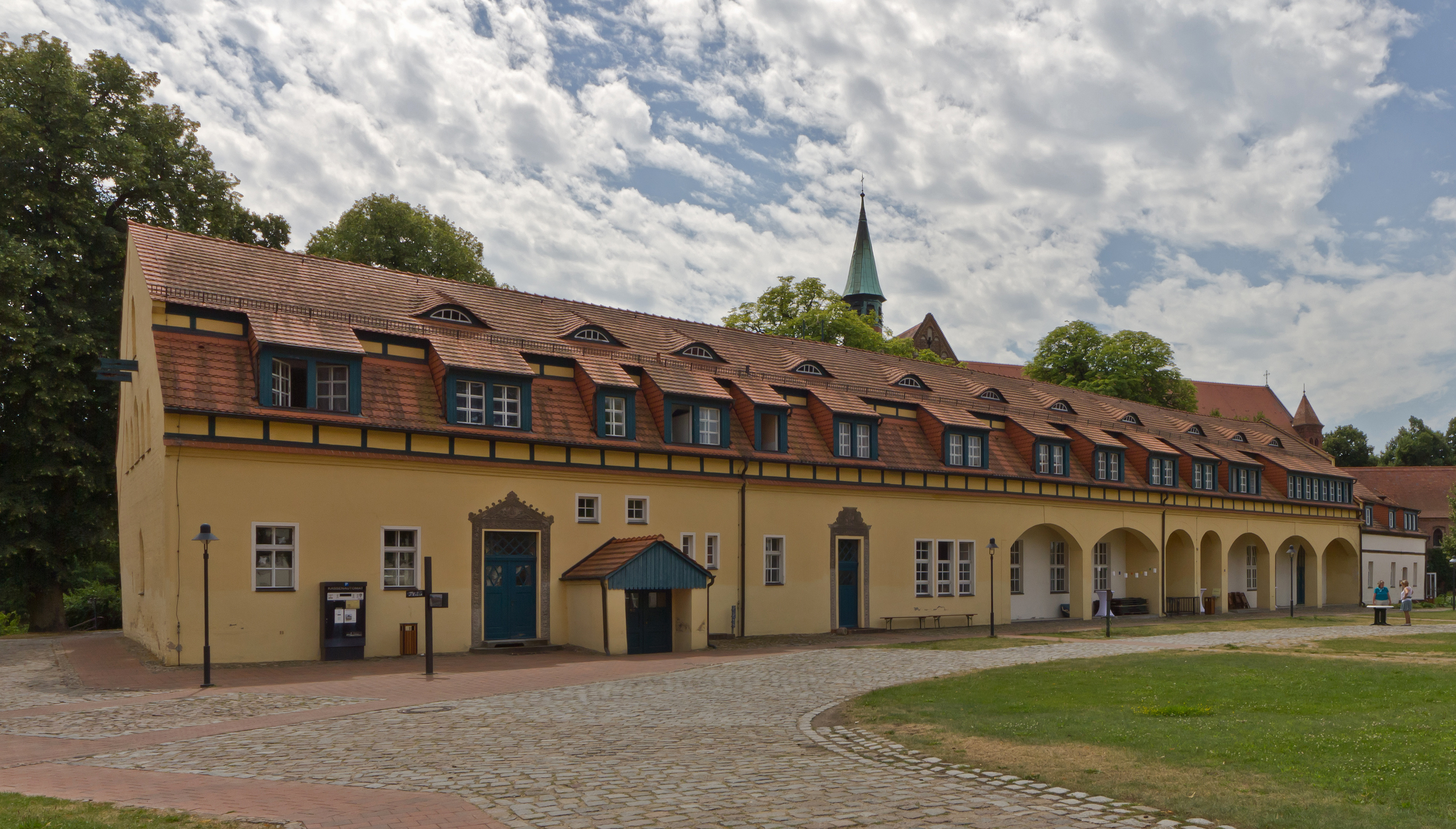
Будинок Єлизавети
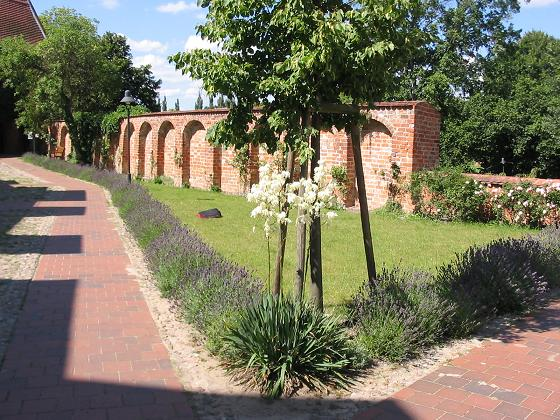
Мур

## Vaticinium Lehninense
Vaticinium Lehninense — це відома у свій час праця, яка вважалась написаною монахом Ленінського абатства на ім'я Герман в XIII або XIV сторіччі, але описувала події до кінця XVII сторіччя. Рукописи «пророцтва», вперше надрукованого в 1722 році, існували у Берліні, Дрездені, Бреслау та Гетінгені.
Праця починається з плачу за завершенням асканійської гілки маркграфів Бранденбурзьких зі смертю Генріха Молодшого в 1320 році, та дає історично-правдивий опис декількох маркграфів, доки не доходить до курфюрста Фрідріха-Вільгельма I (помер 1688 р.). З цього моменту автор праці відкидає обережність та припиняє будь-який реалістичний опис людей, про яких провіщує. Праця закінчується тим, що правитель-католик відновлює Ленінський монастир та Священну Римську імперію.
Праця є антипруською, однак її авторство не встановлено. Першим, хто вказав на те, що це підробка, був пастор Вайсс, який довів у своїй праці «Vaticinium Germanicum» (Берлін, 1746 р.), що вона була написана між 1688 та 1700 роком, а не трьома століттями раніше.